# Hieracium pseudopetiolatum
Hieracium pseudopetiolatum là một loài thực vật có hoa trong họ Cúc. Loài này được (Zahn) Roffey mô tả khoa học đầu tiên.